# 孟辰
孟辰（1988年12月27日—），鞍山人，中国象棋棋手、象棋特級大師。他在2011年10月全国象棋个人赛上获得第九名，升为象棋大师。2016年，他加入成都棋院，2018年获得亚洲团体锦标赛冠军，升为特级大师。2025年1月12日，因涉嫌买卖棋，孟辰被处以禁赛6个月的处罚。